# Конвенція про оцінку впливу на навколишнє середовище у транскордонному контексті
Конве́нція про оці́нку впливу́ на навко́лишнє середо́вище у транскордо́нному конте́ксті (неофіційна назва — Конвенція Еспоо) — конвенція Європейської економічної комісії Організації Об'єднаних Націй (ЄЕК ООН), підписана в Еспоо (Фінляндія) 1991 року, яка вступила в силу 1997 року. Конвенція встановлює зобов'язання сторін, тобто держав, які погодилися бути пов'язаними конвенцією, щодо проведення оцінки впливу певних видів діяльності на навколишнє середовище на ранній стадії планування. Також встановлює загальне зобов'язання держав повідомляти одна одну і консультуватися між собою щодо всіх великих проєктів, які можуть мати значний негативний транскордонний вплив на навколишнє середовище.
Станом на квітень 2014 року договір ратифікували 44 держави та Європейський Союз.

## Поправки
До Конвенції двічі вносилися зміни. Першу поправку прийнято в Софії 2001 року; вона набула чинності 26 серпня 2014 року. Вона відкриває Конвенцію для приєднання після схвалення державами-членами ООН, які не є членами ЄЕК ООН. Другу поправку прийнято 2004 року в Цавтаті (Хорватія); на вересень 2016 року вона ще не набула чинності[уточнити]. Після набуття чинності, вона: дозволить, за необхідності, заторкнутим сторонам брати участь у визначенні обсягів; вимагати перевірки відповідності; переглядати Додаток I до Конвенції (перелік заходів) та вносити інші незначні зміни.

## Процедура
У конвенції йдеться про сторону (або сторони) походження (держави, де планується діяльність) і заторкнуту сторону (або сторони) (держави, територія яких може постраждати від діяльності). Основними процедурними етапами конвенції є:
- застосування Конвенції стороною походження (ст. 2.2, 2.5/дод. I+III)
- повідомлення заторкнутої сторони стороною походження (ст. 3.1)
- підтвердження участі заторкнутої сторони (ст. 3.3)
- передання інформації від заторкнутої сторони стороні походження (ст. 3.6)
- участь громадськості в заторкнутій стороні (ст. 3.8)
- підготовка документації з ОВНС (ст. 4/дод. II)
- розповсюдження документації з ОВНС з метою участі органів влади та громадськості заторкнутої сторони (ст. 4.2)
- консультації між зацікавленими сторонами (ст. 5)
- остаточне рішення сторони походження (ст. 6.1)
- передача документації щодо остаточного рішення заторкнутій стороні (ст. 6.2)
- післяпроєктний аналіз (ст. 7.1/дод. V)

## Слідчі комісії
Стаття 3(7) Конвенції пропонує процедуру, за допомогою якої сторони можуть вирішити розбіжності науковими, несудовими засобами. Перший випадок, у якому було створено комісію з розслідування згідно зі статтею 3(7), стосувався каналу Бистре на запит Румунії 2004 року.
Справу щодо країн, розташованих далеко одна від одної, порушила Мікронезія, яка стверджувала, що чеська вугільна електростанція в Прунержові суттєво впливає на клімат країни через глобальне потепління.

## Супутні питання
Конвенція також відіграла важливу роль у створенні стратегічної екологічної оцінки та була доповнена Протоколом про стратегічну екологічну оцінку.